# Dolenski potok
Dolénski potok je levi pritok Velike Krke na Goričkem v Prekmurju. Izvira v gozdu severozahodno od vasi Budinci tik ob slovensko-madžarski meji, teče po plitvo zarezani dolini proti jugovzhodu skozi naselja Budinci, Dolenci, kjer se združi z Malim Dolenskim potokom (nekoliko nižje se mu pridruži še Tihi potok) in skozi Hodoš/Hodos ter se pod slednjim izliva v Veliko Krko. Nekoč je potok vijugal sem in tja po širokem, mokrotnem dolinskem dnu, zdaj teče v srednjem in spodnjem delu po večinoma izravnani, meliorirani strugi, nekdanji mokrotni travniki pa so v precejšnji meri spremenjeni v njive. Kljub temu je ob potoku še precej ekološko pomembnih habitatov, tudi z gostim obvodnim rastjem obrasla struga potoka je pomembno bivališče vidre (Lutra lutra), škržka (Unio crassus) in drugih vodnih bitij.
Nad Hodošem so v okviru melioracij v 80. letih 20. st. zgradili manjši vodni zadrževalnik Hodoško jezero (tudi Dolensko jezero) s površino 5,2 ha, ki naj bi prvotno služil predvsem zadrževanju visokih voda in namakanju kmetijskih zemljišč, zdaj pa je predvsem pomemben vodni habitat, bivališče vidre (Lutra lutra), vodnih ptic, dvoživk, kačjih pastirjev idr.